# Melitturga oraniensis
Melitturga oraniensis är en biart som beskrevs av Amédée Louis Michel Lepeletier 1841. Melitturga oraniensis ingår i släktet Melitturga och familjen grävbin. Inga underarter finns listade i Catalogue of Life.